# ملی بندلی
ملی بندلی (به انگلیسی: Meli Bendeli) با نام سابق احمد ملیح ییلماز (به انگلیسی: Ahmet Melih Yılmaz)(زاده ۱۹۸۹) بازیگر اهل ترکیه است.
او یک زن ترنس است، در سال ۲۰۲۲ آشکار کرد که یک زن ترنس است.
از کارهای معروف او می‌توان به بازی در مجموعه‌های تلویزیونی گودال، ترانه زندگی و سقف‌های شیشه‌ای اشاره کرد.